# ESRI
Esri (произнасяно /ˈɛssri/) е софтуерна компания в САЩ със седалище в щата Калифорния, гр. Редландс.
Разработва географски информационни системи (ГИС) и приложения за управление на географски бази данни.
Компанията е основана като Environmental Systems Research Institute през 1969 г. като консултант по земеустройство.